# MC3
MC3 es una empresa argentina que fabrica indumentaria de rugby, running y hockey. Es una marca nacional con producción en el país y presencia en todo el territorio argentino, así como también en Chile, Uruguay y Brasil.
Además, la marca suministró de indumentaria para hockey a diversos clubes y seleccionados, entre ellos a la Federación Cordobesa de Hockey Femenino y Masculino.
La empresa viste actualmente, según su sitio web, a 12 uniones de Rugby de las 25 existentes en Argentina, además a los principales campeones nacionales: Unión Cordobesa de Rugby, Campeón del Argentino de Rugby; Unión de Rugby de Salta, Campeón del Seven de la República - La Tablada, Campeón de Clubes del Interior - San Isidro Club, Campeón de la URBA.